# Lijst van rijksmonumenten in Grouw
Grouw (Grou) telt 43 inschrijvingen in het rijksmonumentenregister. Hieronder een overzicht. 
Voor een overzicht van alle beschikbare afbeeldingen zie de categorie Rijksmonumenten in Grou op Wikimedia Commons.
| Object | Oorspronkelijke functie?  | Bouwjaar | Architect                                    | Locatie                                                            | Coördinaten?                 | Nr.?   | Afbeelding |
| --- | ------------------------- | --- | -------------------------------------------- | ------------------------------------------------------------------ | ---------------------------- | ------ | --- |
| Pand met verdieping en geblokte kroonlijst onder zadeldak met voorschild met dakkapel                                                                         | Woonhuis                  | 1836 |                                              | Halbertsma's Plein 4                                               | 53° 5' 49" NB, 5° 50' 22" OL | 22882  | Meer afbeeldingen                                                                                                   |
| Breed dubbel pand met halsgevel met Vlaamse top onder omgaand zadeldak met dakkapel (vormt een geheel met nr. 13)                                             | Werk-woonhuis             | 1764 |                                              | Halbertsma's Plein 12                                              | 53° 5' 49" NB, 5° 50' 23" OL | 22883  | Meer afbeeldingen                                                                                                   |
| Breed dubbel pand met halsgevel met Vlaamse top onder omgaand zadeldak met dakkapel (vormt een geheel met nr. 12)                                             | Werk-woonhuis             | 1764 |                                              | Halbertsma's Plein 13                                              | 53° 5' 49" NB, 5° 50' 24" OL | 22884  | Meer afbeeldingen                                                                                                   |
| Pand met poortgebouw met puntgevel onder zadeldak met poortdoorgang met natuurstenen blokken en pilasters (vormt een geheel met Huzebosk 2 en Hoofdstraat 31) | Bijgebouwen kastelen enz. | 1665 |                                              | Huzebosk 2a                                                        | 53° 5' 49" NB, 5° 50' 24" OL | 22885  | Meer afbeeldingen                                                                                                   |
| Pand onder zadeldak tussen puntgevels (vormt een geheel met Hôfsgrêft 2a en Hoofdstraat 31)                                                                   | Woonhuis                  | |                                              | Huzebosk 2                                                         | 53° 5' 49" NB, 5° 50' 23" OL | 22886  | Meer afbeeldingen                                                                                                   |
| Klein Suffenstra | Boerderij                 | |                                              | Hoflân 7                                                           | 53° 6' 18" NB, 5° 49' 4" OL  | 22887  | Meer afbeeldingen                                                                                                   |
| Pand onder zadeldak tussen puntgevels met vlechtingen en sierankers (vormt een geheel met Hôfsgrêft 2a en Huzebosk 2)                                         | Woonhuis                  | |                                              | Hoofdstraat 31                                                     | 53° 5' 49" NB, 5° 50' 24" OL | 22888  | Meer afbeeldingen                                                                                                   |
| Doopsgezinde kerk, voorbouw | Kerk en kerkonderdeel     | 1829 |                                              | Hoofdstraat 44                                                     | 53° 5' 46" NB, 5° 50' 24" OL | 22889  | Meer afbeeldingen                                                                                                   |
| Herenhuis met verdieping met zesruitsvensters en forse kroonlijst onder zadeldak en voor en achter onder schilddak met schoorstenen                           | Woonhuis                  | |                                              | Hoofdstraat 72                                                     | 53° 5' 47" NB, 5° 50' 25" OL | 22890  | Meer afbeeldingen                                                                                                   |
| Herenhuis met verdieping met zesruitsvensters onder zadeldak met voorschild met schoorsteen waarop bord                                                       | Woonhuis                  | |                                              | Hoofdstraat 74                                                     | 53° 5' 47" NB, 5° 50' 25" OL | 22891  | Meer afbeeldingen                                                                                                   |
| Poorthuis | Woonhuis                  | ca. 1750 vroege 19e eeuw (verb.) ca. 1880 (verb.)                                                                                             |                                              | Hoofdstraat 108                                                    | 53° 5' 49" NB, 5° 50' 25" OL | 22892  | Meer afbeeldingen                                                                                                   |
| Laag pand met zesruitsvensters en goot op klossen onder schilddak met hoekschoorstenen                                                                        | Woonhuis                  | |                                              | J. Nieuwenhuisstraat 3                                             | 53° 5' 41" NB, 5° 50' 26" OL | 22893  | Laag pand met zesruitsvensters en goot op klossen onder schilddak met hoekschoorstenen                              |
| Sint-Pieterkerk | Kerk en kerkonderdeel     | 1100-1150 (kerk) 1200-1250 (uitbr.) 15e eeuw (toren) verb. in 1520, ca. 1650 en 1665 18e eeuw (dakruiter) 1908-'09 (herinr.) 1927-'28 (rest.) | H.H. Kramer (1908-'09) F. de Jong (1927-'28) | Kerkstraat 4                                                       | 53° 5' 50" NB, 5° 50' 24" OL | 22894  | Meer afbeeldingen                                                                                                   |
| Blokvormig pand met geblokte gootlijst onder omgaand zadeldak met dakkapel en twee forse hoekschoorstenen met borden                                          | Woonhuis                  | |                                              | Parkstraat 18                                                      | 53° 5' 42" NB, 5° 50' 18" OL | 22895  | Meer afbeeldingen                                                                                                   |
| Landelijk pand onder zadeldak tegen afgeknotte puntgevel met vlechtingen en kleine kroonlijst                                                                 | Werk-woonhuis             | |                                              | Raadhuisstraat 8                                                   | 53° 5' 46" NB, 5° 50' 21" OL | 22896  | Meer afbeeldingen                                                                                                   |
| Eenvoudig pand met stervormig bovenlicht boven de deur onder zadeldak tegen puntgevel met vlechtingen en daklijsten                                           | Woonhuis                  | |                                              | Raadhuisstraat 11                                                  | 53° 5' 47" NB, 5° 50' 20" OL | 22897  | Eenvoudig pand met stervormig bovenlicht boven de deur onder zadeldak tegen puntgevel met vlechtingen en daklijsten |
| Eenvoudig pand zonder verdieping met omlijste ingang en vensters onder schilddak met dakkapel en twee hoekschoorstenen                                        | Woonhuis                  | |                                              | Raadhuisstraat 12                                                  | 53° 5' 47" NB, 5° 50' 20" OL | 22898  | Meer afbeeldingen                                                                                                   |
| De Grietman (voorm. raadhuis van Idaarderadeel) | Bestuursgebouw en onderdl | ca. 1870 |                                              | Raadhuisstraat 15                                                  | 53° 5' 48" NB, 5° 50' 18" OL | 22899  | Meer afbeeldingen                                                                                                   |
| Gepleisterd huisje met puntgevel met houten voorschot en versierde topmakelaar                                                                                | Woonhuis                  | eind 18e eeuw |                                              | Waachshaven 2                                                      | 53° 5' 49" NB, 5° 50' 21" OL | 22900  | Gepleisterd huisje met puntgevel met houten voorschot en versierde topmakelaar                                      |
| Landelijk huis met omlijste ingang onder schilddak met versierde dakkapel en twee hoekschoorstenen met borden                                                 | Woonhuis                  | ca. 1870 |                                              | Waachshaven 7                                                      | 53° 5' 49" NB, 5° 50' 20" OL | 22901  | Meer afbeeldingen                                                                                                   |
| Pandje onder zadeldak met twee haakse bouwdelen | Woonhuis                  | 1782 |                                              | Waachshaven 9                                                      | 53° 5' 50" NB, 5° 50' 20" OL | 22902  | Meer afbeeldingen                                                                                                   |
| Pand onder zadeldak tegen halsgevel aan de kerkhofszijde | Woonhuis                  | 18e eeuw |                                              | Wijde Steeg 1                                                      | 53° 5' 49" NB, 5° 50' 25" OL | 22903  | Upload foto |
| Pand met Vlaamse top met gebeeldhouwde aanzetkrullen en kuifstuk onder zadeldak evenwijdig aan de straat                                                      | Woonhuis                  | 1764 |                                              | Wijde Steeg 8                                                      | 53° 5' 49" NB, 5° 50' 26" OL | 22904  | Meer afbeeldingen                                                                                                   |
| Nijdamstra State | Boerderij                 | ca. 1870 |                                              | Reinerswei 7                                                       | 53° 5' 4" NB, 5° 48' 7" OL   | 22905  | Meer afbeeldingen                                                                                                   |
| Ripperda State | Boerderij                 | |                                              | Suorein 1                                                          | 53° 5' 3" NB, 5° 48' 47" OL  | 22906  | Meer afbeeldingen                                                                                                   |
| De Leppedijk, restant | Waterkering en -doorlaat  | 10e/11e eeuw |                                              | Leppedyk                                                           | 53° 3' 18" NB, 5° 49' 26" OL | 22907  | Upload foto |
| De Leppedijk, restant | Waterkering en -doorlaat  | 10e/11e eeuw |                                              | Leppedyk                                                           | 53° 4' 59" NB, 5° 47' 49" OL | 22908  | Upload foto |
| De Leppedijk, restant | Waterkering en -doorlaat  | 10e/11e eeuw |                                              | Leppedyk                                                           | 53° 4' 58" NB, 5° 47' 50" OL | 22909  | Upload foto |
| De Leppedijk, restant | Waterkering en -doorlaat  | 10e/11e eeuw |                                              | Leppedyk                                                           | 53° 4' 57" NB, 5° 47' 50" OL | 22910  | Upload foto |
| De Leppedijk, restant | Waterkering en -doorlaat  | 10e/11e eeuw |                                              | Leppedyk                                                           | 53° 4' 36" NB, 5° 47' 53" OL | 22911  | Upload foto |
| De Leppedijk, restant | Waterkering en -doorlaat  | 10e/11e eeuw |                                              | Aalsum 1                                                           | 53° 4' 27" NB, 5° 48' 20" OL | 22912  | Upload foto |
| De Leppedijk, restant | Waterkering en -doorlaat  | 10e/11e eeuw |                                              | Leppedyk                                                           | 53° 4' 50" NB, 5° 47' 50" OL | 22913  | Upload foto |
| De Burd | Industrie- en poldermolen | 1640 of ouder ca. 1972 (rest.) 2005 (rest.)                                                                                                   |                                              | Burd 22a                                                           | 53° 5' 44" NB, 5° 52' 33" OL | 22915  | Meer afbeeldingen                                                                                                   |
| De Borgmolen | Industrie- en poldermolen | 1895 2008 (rest.) |                                              | Burd 7a                                                            | 53° 6' 21" NB, 5° 52' 27" OL | 22916  | Meer afbeeldingen                                                                                                   |
| Haensmolen | Industrie- en poldermolen | verm. 18e eeuw 2007 (herb.) |                                              | op eiland de Burd aan het Prinses Margrietkanaal bij het Biggemeer | 53° 5' 59" NB, 5° 50' 56" OL | 22917  | Meer afbeeldingen                                                                                                   |
| Raadhuis van Idaarderadeel | Bestuursgebouw en onderdl | 1941-'42 | A.J. Kropholler Tj. Visser (beeldhouwwerk)   | Stationsweg 1                                                      | 53° 5' 38" NB, 5° 50' 3" OL  | 514858 | Meer afbeeldingen                                                                                                   |
| Raadhuis van Idaarderadeel, twee dienstwoningen | Dienstwoning              | 1941-'42 | A.J. Kropholler                              | Kievitstraat 2-4                                                   | 53° 5' 37" NB, 5° 50' 3" OL  | 514859 | Raadhuis van Idaarderadeel, twee dienstwoningen                                                                     |
| Vier woningen in Overgangsstijl | Woonhuis                  | 1903 | K. Budstra                                   | Paviljoenstraat 1-7                                                | 53° 5' 42" NB, 5° 50' 27" OL | 514868 | Meer afbeeldingen                                                                                                   |
| Vier woningen in Overgangsstijl | Woonhuis                  | 1903 | K. Budstra                                   | 1e Oosterveldstraat 2                                              | 53° 5' 42" NB, 5° 50' 27" OL | 514869 | Vier woningen in Overgangsstijl                                                                                     |
| Blier Herne | Woonhuis                  | 1913 1926 (uitbr.) ca. 1935 (verb.) 1953 (verb.)                                                                                              | A. Vroom (1926)                              | Parkstraat 11                                                      | 53° 5' 41" NB, 5° 50' 21" OL | 514881 | Blier Herne |
| Great Biensma | Boerderij                 | 1925 | S. Schaap Hzn.                               | Biensma 12                                                         | 53° 5' 53" NB, 5° 49' 28" OL | 514882 | Upload foto |
| Cathechisatielokaal met woonhuis en hekwerk | Kerkelijke dienstwoning   | 1905 verm. 1950-1959 (verb.) 1994 (renov. interieur)                                                                                          | verm. K. Budstra                             | Kerkstraat 2-3                                                     | 53° 5' 50" NB, 5° 50' 26" OL | 514883 | Meer afbeeldingen                                                                                                   |